# Yusuke Tanaka
Yusuke Tanaka (født 14. april 1986) er en japansk fodboldspiller, som spiller for den japanske fodboldklub Fagiano Okayama.